# Corchete (textil)
Un corchete es un tipo de cierre sencillo y seguro que se utiliza en diversos tipos de prendas de vestir. Consiste en dos piezas metálicas: un gancho y una presilla, que al enganchar una en otra, sujetan dos piezas o dos partes de una pieza.

## Usos

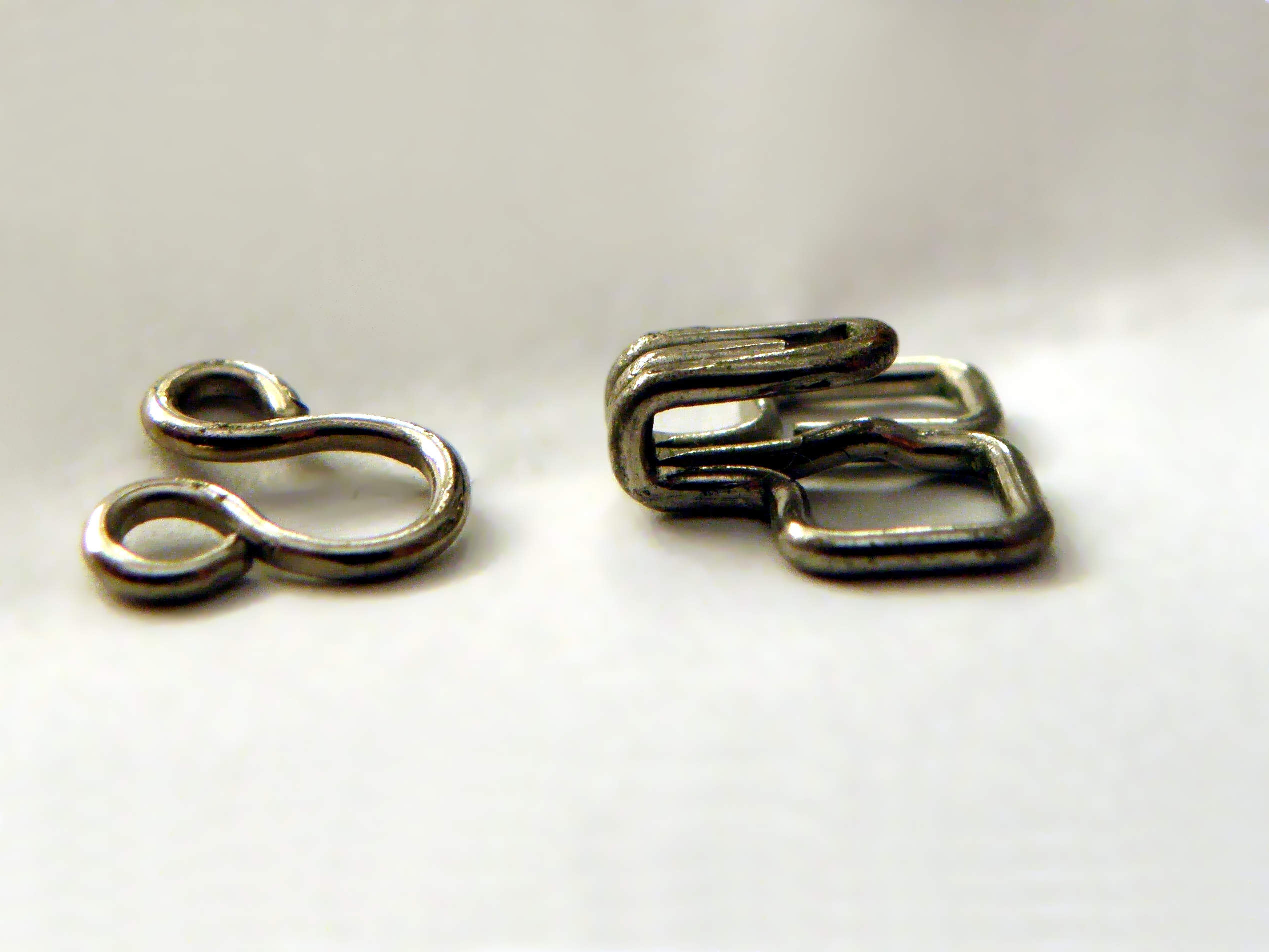
Presilla (a la izquierda) y gancho (a la derecha) de un corchete.

El uso de los corchetes es bastante antiguo y aún se emplean en la confección de sostenes. Eran imprescindibles para los corsés, pues la fila de corchetes reparte el esfuerzo de tracción de la prenda. Además, el corchete es el cierre frecuente en la cinturilla de una falda o un pantalón para evitar que se abra la cremallera.

## Tipos
Los corchetes utilizados habitualmente en la costura y alta costura se fabrican de latón esmaltado en negro o niquelados para que pasen inadvertidos. La industria de la fornitura metálica los ofrece en dos tamaños: el 0 (más pequeño) y el 1 (más grande).
También existe la «cinta corchetera» de algodón o punto. Se trata, en realidad, de dos cintas distintas, una con los ganchos y otra con las presillas; cada cinta se cose a un lado de la prenda de forma que se puedan abrochar.
Existen otras variedades de corchetes para distintos usos: corchetes gigantes, corchetes fuertes, corchetes de hierro, corchetes forrados...